# ルドルフ・ニールセン
ルドルフ・ニールセン（デンマーク語: Ludolf Nielsen、1876年2月29日 – 1939年10月16日）は、デンマークの作曲家、ヴァイオリン奏者、指揮者、ピアニスト。今日では20世紀初頭におけるデンマークの重要な作曲家の一人とされている。

## 人物・来歴
ニールセンは、デンマークの北トヴィードの生まれで、音楽家の家系でもないにもかかわらず幼少の頃より音楽に熱中した。数年間のヴァイオリンのレッスンを受けて、8歳のときに地方の祭りや催しで演奏を行った。10代半ばに、ニールセンはコペンハーゲンに転居したことにより一層、音楽の世界へと傾倒していった。19歳のとき、ニールセンはコンテストの成績によってデンマーク王立音楽学院への奨学金を得た。そこでニールセンはヴァイオリン、ピアノ、音楽理論などを習った。作曲の才能に関しては天性のものと思われる。
20歳頃からニールセンは作曲をし始め、同じ頃にティヴォリー・オーケストラにヴァイオリン奏者として雇われた。1899年にニールセンのいくつかの作品が発表され、最初の成功は交響詩『ラグナー・ロドブロック』で、それによりニールセンの奨学金が増資され音楽の都ライプツィヒにて過ごすこととなった。そこにおいてニールセンはいくつかの弦楽四重奏曲を作曲し出版した。その後、コペンハーゲンに戻りティヴォリー・オーケストラの作曲家となった。1902年、ニールセンは最初の交響曲を、1903年から1905年にかけて音詩『山脈より』を作曲した。1907年に結婚し、その後1907年から1909年にかけて交響曲第2番を、1908年にニールセンは『ヴァイオリンのためのロマンス』を作曲した。
他の芸術家同様、第一次世界大戦に多大な衝撃を受け、その頃交響曲第3番を書きかけだったにもかかわらず、1914年以降は一切ペンを取らなかった。戦後数年間は家庭音楽教師となり、その後作曲活動に復帰した。その頃の主要作品としては、バレエ『ラクシミ』などが挙げられる。1926年から1939年までの間はデンマーク国営ラジオに勤め、その頃から作曲はほとんどしなくなった。1939年10月16日、コペンハーゲンにて死去した。63歳没。